# Dysderella transcaspica
Dysderella transcaspica là một loài nhện trong họ Dysderidae.
Loài này thuộc chi Dysderella. Dysderella transcaspica được miêu tả năm 1985 bởi Dunin & Fet.